# ناتالیا دیم
ناتالیا دیم (انگلیسی: Natalya Diehm؛ زادهٔ ۲۳ سپتامبر ۱۹۹۷) دوچرخه‌سوار بی‌ام‌اکس زن اهل استرالیا است.
وی در مسابقات کشوری و بین‌المللی در مجموع برندهٔ ۱ مدال برنز شده است.